# داروند (ایلام)
داروند، روستایی در دهستان میش خاص بخش سیوان شهرستان ایلام در استان ایلام ایران است.

## جمعیت
بر پایه سرشماری عمومی نفوس و مسکن در سال ۱۳۹۵، جمعیت این روستا برابر با ۳۴۶ نفر (۸۵ خانوار) بوده‌است.